# Давыдова, Валерия Сергеевна
Валерия Сергеевна Давыдова (узб. Valeriya Sergeevna Davidova; род. 15 декабря 1997 года, Ташкент, Узбекистан) — узбекистанская спортсменка по художественной гимнастике, член сборной Узбекистана, мастер спорта Республики Узбекистан международного класса. Участница Летних Олимпийских игр 2016, чемпионка и призёр Азии, а также чемпионка Азиатских игр.

## Карьера
В 2001 году начала заниматься художественной гимнастикой в Ташкенте под руководством Татьяны Роговой. С 2008 года член сборной Узбекистана.
В 2013 году на Чемпионате Азии по художественной гимнастике в Ташкенте в командных упражнениях завоевала золотую медаль.
В 2014 году стала абсолютной чемпионкой Узбекистана по художественной гимнастике в многоборье. На Летних Азиатских играх в Инчхон (Республика Корея) в командном первенстве завоевала золотую медаль.
В 2015 году Валерия на Чемпионате мира по художественной гимнастике в Штутгарте (Германия) в групповых упражнения по сумме двух упражнений набрала вместе с командой 32.566 очков и заняла лишь десятое место. На Чемпионате Азии по художественной гимнастике в Чечхон (Республика Корея) в групповых упражнения в многоборье и с лентами завоевала бронзовые медали.
В апреле 2016 года прошли Олимпийские тестовые соревнования в Рио-де-Жанейро (Бразилия), где команда Узбекистана вместе с Давыдовой набрала 32.832 очков и заняла второе место, тем самым получив лицензию на Олимпийские игры. Перед играми тренировалась вместе с командой в городе Хьюстон (США). На XXXI Летних Олимпийских играх в Рио-де-Жанейро (Бразилия) в групповых упражнениях, в квалификации команда Узбекистана набрала всего 31.166 очков и заняла двенадцатое место, но не прошла в финальную часть турнира.